# قرة تبة (حومة أبهر)
قرة تبة (بالفارسية: قره‌تپه) هي قرية تقع في إيران في منطقة مركزية ريفية. يقدر عدد سكانها بـ 23 نسمة .